# خدعة الاحتباس الحراري العظيمة
«خدعة الاحتباس الحراري العظيمة» (بالإنجليزية: The Great Global Warming Swindle) هو برنامج وثائقي سجالي يدعي أن الحقائق العلمية المتعلقة بتغير المناخ تتأثر بالتمويل والعوامل السياسية، وينفي وجود إجماع علمي حول حقيقة وأسباب ظاهرة الاحتباس الحراري. انتُقد البرنامج رسميًا من قبل أوفكوم، هيئة تنظيم البث في المملكة المتحدة، والتي أيدت شكاوى المعلومات المُحرفة التي قدمها ديفيد كينج.

## انتقاد البرنامج
جذب عرض البرنامج 2.5 مليون مشاهد ونسبة جمهور بلغت 11.5%. ذكرت القناة الرابعة أنها تلقت 758 مكالمة ورسالة إلكترونية حول البرنامج، وقد فاق عدد المؤيدين عدد الشكاوى بنسبة ستة إلى واحد.
بعد انتقاد العلماء، جرى تعديل البرنامج منذ أن بُثّ لأول مرة على القناة الرابعة. أُعيد تسمية المحور الزمني لأحد الرسومات البيانية، وأُزيل ادعاء أن انبعاثات ثاني أكسيد الكربون من البراكين تفوق ما ينتجه البشر، وبعد اعتراض كارل ونش حول طريقة استخدام مقابلته في البرنامج، أُزيلت المقابلة من الإصدارات الدولية وأقراص الدي في دي للبرنامج.
وصف العلماء المتخصصون الحجج العلمية الأخرى المُستخدمة في البرنامج بأنها مزيفة ومضللة. جادل النقاد أيضًا بأن البرنامج متحيز، وأن الإجماع العلمي بشأن ظاهرة الاحتباس الحراري، من قِبل المؤسسات الأكاديمية العلمية في الدول الصناعية الكبرى والمنظمات العلمية الأخرى، قد مُثل بطريقة خاطئة.

### رد فعل العلماء
- كانت اللجنة الدولية للتغير المناخي (آي بّي سي سي) أحد الأهداف الرئيسية للبرنامج الوثائقي. ردًا على بث البرنامج، قام جون تي. هوتون (الرئيس المشارك لمجموعة التقييم العلمي في آي بّي سي سي بين عامي 1988 و2002) بتقييم بعض ادعاءات واستنتاجات البرنامج. وفقًا لهوتون، كان البرنامج «مزيجًا من الحقيقة ونصف الحقيقة والكذب، لتحقيق هدف وحيد وهو تشويه سمعة علم الاحتباس الحراري»، والذي أشار إلى أنه مُتفق عليه في المجتمع العلمي، بما في ذلك المؤسسات الأكاديمية في الدول الصناعية الكبرى والصين والهند والبرازيل. رفض هوتون الادعاءات القائلة بأن التغيرات المُقاسة في متوسط درجة الحرارة العالمية تقع في نطاق تقلب المناخ الطبيعي أو أن التأثيرات الشمسية هي المحرك الرئيسي لهذا التغيير؛ وأن احترار طبقة التروبوسفير أقل من سطحه؛ وأن الانفجارات البركانية تبعث كميةً من ثاني أكسيد الكربون أكثر من انبعاثات حرق الوقود الأحفوري؛ وأن النماذج المناخية معقدة للغاية ولا توفر تنبؤات مفيدة لتغير المناخ؛ وأن عمليات آي بّي سي سي عن تغير المناخ متحيزة. يقر هوتون أن عينات الجليد الأساسية تظهر ثاني أكسيد الكربون مدفوعًا بارتفاع درجات الحرارة، ولكنه كتب عن ادعاء البرنامج أن «هذا الارتباط قُدم كدليل رئيسي على الاحتباس الحراري من قبل آي بّي سي سي، وهذا ليس صحيحًا. على سبيل المثال، غالبًا ما أعرض هذا الرسم التخطيطي في محاضراتي حول تغير المناخ ولكني أوضح دائمًا أنه لا يقدم دليلًا على الاحتباس الحراري بسبب زيادة ثاني أكسيد الكربون».[4]
- أصدر المسح البريطاني للقطب الجنوبي بيانًا حول البرنامج. انتقده بشدة، وقد أشار إلى عرضه رسمًا بيانيًا ذي محور زمني غير صحيح، وكذلك العبارات المُستخدمة لوصف النشاط الشمسي: «تكشف المقارنة بين البيانات المُحرفة والبيانات المعاصرة الصحيحة أن مخطط النشاط الشمسي المُستخدم لا يشبه على الإطلاق منحنى درجة الحرارة، خاصةً في العشرين سنةً الماضية». بمقارنة الأساليب العلمية مع المعايير التحريرية للقناة الرابعة، يقول البيان: «سيكون أي عالم يتبين أنه قام بتزوير البيانات في برنامج القناة الرابعة مذنبًا بسوء السلوك المهني بشكل جدي».[5]
- علق آلان ثورب، أستاذ في الأرصاد الجوية في جامعة ريدينج والرئيس التنفيذي لمجلس أبحاث البيئة الطبيعية في المملكة المتحدة، على البرنامج في مجلة نيو ساينتست: «أولًا، لنتناول القضية الرئيسية: وجود أو عدم وجود الأشعة الكونية في غلاف الأرض الجوي يفسر تغير درجة الحرارة بشكل أفضل من تركيز ثاني أكسيد الكربون والغازات الأخرى. هذا ليس ادعاءً جديدًا وهو خاطئ تمامًا: لا يوجد دليل موثوق به على أن الأشعة الكونية تلعب دورًا مهمًا ... فلندع الشكوك تنتشر، لكن دعونا لا نلعب بالأدلة».[6]
- أصدرت الجمعية الملكية بيانًا صحفيًا ردًا على البرنامج. خلاله، أعاد مارتن ريس، رئيس الجمعية الملكية، التأكيد بإيجاز على الإجماع العلمي السائد حول تغير المناخ:

«سيواصل العلماء مراقبة المناخ العالمي والعوامل التي تؤثر عليه. من المهم الاستمرار بتفحص جميع التفسيرات العلمية المحتملة المشروعة والتحقيق فيها. سيستمر النقاش، وقد استضافت الجمعية الملكية للتو اجتماعًا للمناقشة لمدة يومين حضره أكثر من 300 عالم، ولكن يجب ألا يكون ذلك على حساب تصرفاتنا. يلعب أولئك الذين يروجون للآراء العلمية الهامشية ويتجاهلون ثقل الأدلة لعبةً خطيرة. إنهم يخاطرون بتضليل الانتباه عما يمكننا القيام به لضمان حصول سكان العالم على أفضل مستقبل ممكن».
- وقع 37 عالمًا بريطانيًا على خطاب شكوى، قائلين إنهم «يعتقدون أن تحريف الحقائق ووجهات النظر، كما عرض برنامجكم، خطير جدًا لدرجة أن تكرار بث البرنامج، دون تعديل، سيضر الجمهور. نظرًا لخطورة قضية تغير المناخ، فمن المهم أن يكون النقاش العام حوله متوازنًا وصادقًا في المعلومات».[8]
- وفقًا لصحيفة الغارديان في عام 2007، كانت الدراسة التي نشرها مايك لوكوود، عالم في فيزياء الطاقة الشمسية في مختبر رذرفورد أبليتون، مع علماء آخرين، مستوحاةً جزئيًا للرد على البرنامج.[9] ثم شارك لوكوود في تأليف بحث علمي حول بيانات الطاقة الشمسية من الأربعين عامًا الماضية.[10] ووجد أنه بين عامي 1985 و1987، أدت العوامل الشمسية التي يجب أن تؤثر على المناخ إلى «تأثير معاكس بكل الطرق الممكنة»،[10] لذلك يجب توقع انخفاض الحرارة عام 2007، وهو ما لم يحدث في ذلك الوقت.[10][11] لذلك استُشهد بلوكوود عدة مرات كدليل حاسم ضد الادعاءات المتعددة الواردة في البرنامج.
- قدم المجلد رقم 20 لمنشورات الجمعية الأسترالية للأرصاد الجوية وعلوم المحيطات نقدًا بقلم ديفيد جونز وأندرو واتكينز وكارل براغانزا ومايكل كوغلان.

«لا يمثل برنامج خدعة الاحتباس الحراري العظيمة الحالة الراهنة للمعرفة علم المناخ ... جرى النظر في العديد من الفرضيات المُقدمة في خدعة الاحتباس الحراري العظيمة ورُفضت باستخدام المنهج العلمي. هذا البرنامج الوثائقي بعيد كل البعد عن الموضوعية والفحص النقدي لعلوم المناخ. بدلًا من ذلك، يذهب برنامج خدعة الاحتباس الحراري العظيمة إلى أبعد الحدود لتقديم بيانات قديمة وغير صحيحة أو غامضة بطريقة تشوه الفهم الحقيقي لعلوم التغير المناخي، وتدعم مجموعة من الآراء المثيرة للجدل للغاية».
- عُقد منتدى عام بعنوان «دحض برنامج خدعة الاحتباس الحراري العظيمة» في الجامعة الوطنية الأسترالية في كانبيرا في 13 يوليو 2007، وحضره علماء من الجامعة الوطنية الأسترالية وجامعة ستانفورد، الولايات المتحدة، ومركز التميز إيه آر سي لدراسات الشعاب المرجانية، وقد كشفوا ما وصفوه بـ «بعيوب علمية وأنصاف حقائق في ادعاءات المشككين في التغير المناخي».[13]

## وصلات خارجية
- «خدعة الاحتباس الحراري العظيمة»  في قاعدة بيانات الأفلام على الإنترنت (بالإنجليزية)